# Volkswagen Golf I
 Denne artikel omhandler 1. generation af Golf. For et overblik over alle generationer, se Volkswagen Golf.
Volkswagen Golf er en personbil fra Volkswagen. Første generation blev produceret i Tyskland fra 1974 til 1983. Cabriolet modellen fortsatte dog helt indtil 1993.
Den fandtes med benzinmotorer fra 1,1 til 1,8 liter med effekter fra 50 til 112 hk samt med dieselmotorer på 1,5 og 1,6 liter med effekter på 50, 54 og 69 hk. 
Frem til august 2009 blev Volkswagen Golf I stadig produceret i Sydafrika, hvor den blev solgt under navnet Volkswagen Citi Golf.
- Wikimedia Commons har flere filer relateret til Volkswagen Golf I

| Stub | Spire Denne bilrelaterede artikel er en spire som bør udbygges. Du er velkommen til at hjælpe Wikipedia ved at udvide den. |